# Chiesa della Natività di San Giovanni Battista (Reggio Emilia)
La chiesa della Natività di San Giovanni Battista è la parrocchiale di Bagno, frazione di Reggio Emilia, in provincia di Reggio Emilia e diocesi di Reggio Emilia-Guastalla; fa parte del vicariato della Valle del Secchia.

## Storia
La primitiva chiesa di Bagno, borgo presso il quale il monastero di San Prospero Strinati possedeva un terreno, venne consacrata nell'anno 1160.
Nel Trecento l'edificio fu restaurato ad opera della famiglia de' Boiardi; tale chiesa, che si componeva d'una sola navata, ospitava tra altari.
All'inizio del XVII secolo la struttura fu oggetto d'un rifacimento che comportò l'ampliamento della navata, la collocazione di due ulteriori altari e la riedificazione del coro.
La prima pietra della nuova chiesa, voluta da don Francesco Montanari e disegnata forse da Marco Montanari, venne posta nel 1717; l'edificio fu consacrato il 24 giugno 1738 dal vescovo di Reggio Lodovico Forni.
Sul finire del Settecento venne eretto il campanile, opera del capomastro Pietro Armani.
Tra la fine degli anni sessanta e la prima metà degli anni settanta, in ossequio alle norme postconciliari, si provvide a realizzare il nuovo altare rivolto verso l'assemblea e a rimuovere la balaustra che delimitava il presbiterio.
La chiesa e la torre, essendo state danneggiate durante il terremoto del 1987, furono ristrutturate e consolidate nel 1992.
Nel 1996 un nuovo sisma interessò il campanile, che venne risanato nel 2002.

## Descrizione

### Facciata
La facciata della chiesa è divisa da una cornice marcapiano in due registri, entrambi tripartiti da quattro lesene; nell'ordine inferiore s'apre il portale d'ingresso, in quello superiore sono presenti una finestra centrale e due nicchie laterali in cui sono ospitate due statue ritraenti i santi Paolo di Tarso e Giovanni Battista.

### Interno
L'interno è costituito da un'unica navata di forma esagonale scandita da lesene ioniche sorreggenti la trabeazione; l'aula termina con il presbiterio rialzato di due gradini e a sua volta chiuso dell'abside di forma semicircolare.
Opere di pregio qui conservate sono un dipinto avente come soggetto San Giovanni Battista, eseguito da Jacopo Palma il Giovane, le raffigurazioni dei XII Apostoli, realizzate dal bolognese Petronio Tadolini, e le statue ritraenti i Santi Zaccaria, Elisabetta, Matteo Apostolo e Gabriele Arcangelo.